# Protocolo CE-5
CE-5 (do inglês: Close Encounters of the Fifth Kind) é um protocolo que consiste em um conjunto de práticas realizadas no intuito de contatar supostas Inteligências não humanas (NHI). Tais práticas se caracterizam pelo uso de técnicas de percepção extra sensorial, sendo as mais comuns  a meditação, mentalização e visão remota.

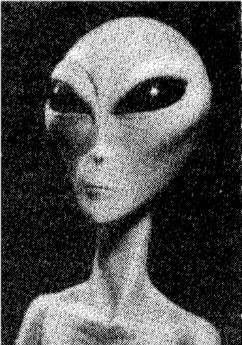
Representação típica de um NHI de tipologia Grey.

## Repercussão
Em 2018 foi lançado "A CE-5 Handbook: An Easy-To-Use Guide to Help You Contact Extraterrestrial", um manual para iniciantes distribuído gratuitamente em formato digital, ganhando traduções para o polonês, espanhol, russo, italiano, japonês e francês. Em abril de 2020 o protocolo ganhou maior notoriedade com o documentário Close Encounters of the Fifth Kind: Contact has Begun. 

Em algumas ocasiões o Dr. Steven Greer alegou que juntamente com membros do Ministério da Defesa da França estabeleceram contato com seres extraterrestres em uma operação nacional.